# 3 Rewolucyjny Pułk Siedlecki
3 Rewolucyjny Pułk Siedlecki – pułk piechoty polskiej, sformowany w Rosji, czynnie wspierający rewolucję bolszewicką w tym kraju. Brał udział w walkach o Lidę, a jego dowódcą był Franciszek Rupniewicz.
Wchodził w skład I Brygady Zachodniej Dywizji Strzelców, potem zaś od 9 czerwca 1919 razem z całą dywizją formalnie wszedł w skład Armii Czerwonej.
W świetle komunikatów operacyjnych Sztabu Generalnego WP z lutego i marca 1919:
- 3 Rewolucyjny Pułk Siedlecki rozłożony był w okolicach Lidy (17 lutego 1919),
- następnie został rzucony do Szczuczyna (23 lutego 1919),
- 400 żołnierzy pułku trafiło do Różanki, część zaś przebywała w Lidzie; pułk otrzymał rozkaz zajęcia Grodna (1 marca 1919),
- pułk składa się z 3 baonów po 4 kompanie (8 marca 1919),
- na froncie zaniemeńskim bolszewicy postanowili ponownie zająć Szczuczyn; ich siły składały się z 2 batalionów pułku siedleckiego, 60 kawalerzystów i 2 dział (9 marca 1919).